# Іоан Палагіта
Іоан Палагіта (рум. Ioan Palaghita; 13 лютого 1899, Онешті, Румунія — 9 травня 1943, Молдаванське, РРФСР)  — румунський офіцер, полковник (12 травня 1943; посмертно), Кавалер Лицарського хреста Залізного хреста.

## Біографія
В 1943 році командував 1-м батальйоном 94-го румунського піхотного полку, який діяв на радянсько-німецькому фронті у складі групи армій «А». Загинув у бою.

## Нагороди
- Залізний хрест 2-го і 1-го класу
- Лицарський хрест Залізного хреста (7 квітня 1943)
- Орден Михая Хороброго
  - 3-го класу (9 травня 1943)
  - 2-го класу (13 травня 1943; посмертно)